# Hello (Gaoua)
Ne doit pas être confondu avec Hello-Bondo ou Hello-Gbakono.
Hello est une localité située dans le département de Gaoua de la province du Poni dans la région Sud-Ouest au Burkina Faso.

## Géographie
Hello est situé à environ 10 km au nord-est du centre de Gaoua, le chef-lieu du département, ainsi qu'à 6 km à l'est de la route nationale 12.

## Santé et éducation
Le centre de soins le plus proche de Hello est le centre de santé et de promotion sociale (CSPS) de Tonkar (secteur 7 de la ville de Gaoua) tandis que le centre hospitalier régional (CHR) de la province se trouve à Gaoua.